# Fernand Iveton
Fernand Iveton, né le 12 juin 1926 au Clos-Salembier (Algérie) et mort guillotiné le 11 février 1957, est un militant communiste et anticolonialiste algérien de conviction, rallié au FLN. Auteur d'une tentative de sabotage, il est le seul Européen guillotiné pendant la guerre d'Algérie.

## Biographie
Fernand Iveton doit son nom, souvent orthographié par erreur « Yveton », à l'administration française. Ce patronyme avait été inventé pour son père, Pascal, recueilli par l’Assistance publique d'Alger et qui, militant communiste et syndicaliste employé à Gaz d'Algérie, fut révoqué par le régime de Vichy. Sa mère, Encarnación Gregori, était née en Espagne.
Ami depuis l'enfance de son voisin du Clos-Salembier, l'aspirant Maillot, Fernand Iveton est ouvrier tourneur à l’usine à gaz du Hamma de l'EGA à Alger où il est délégué syndical, affilié à la Confédération générale du travail (CGT), puis à l'Union générale des syndicats algériens (en) (UGSA). En juin 1955, il devient membre des Combattants de la libération, l'organisation militaire du Parti communiste algérien (PCA) interdit, aux côtés notamment d'Abdelkader Guerroudj, Georges Acampora, Yahia Briki, Félix Colozzi et Mohamed Hachelaf,. À la suite de l'accord FLN-PCA du 1er juillet 1956, il intègre le Front de libération nationale (FLN) à titre individuel avec un certain nombre de ses camarades,.

### Tentative de sabotage
Il se propose, en octobre 1956, pour réaliser un sabotage à l'aide d'une bombe dans l’usine à gaz du Hamma où il travaille. La prise de contact a lieu avec la militante Jacqueline Guerroudj, épouse d'Abdelkader Guerroudj, qui est désignée par le FLN pour lui remettre deux bombes fabriquées par Abderrahmane Taleb, mais Iveton ne peut en transporter qu'une seule et lui laisse l'autre.
Le 14 novembre 1956 à 14 h, il dépose la bombe dans le placard d'un local désaffecté de l'usine. L’objectif est un sabotage purement matériel qui a pour but de provoquer une panne d'électricité à Alger et Iveton prend des précautions afin que l'explosion n'occasionne pas de victime. Il a demandé que la bombe soit réglée pour exploser après le départ des ouvriers, en fonction de quoi un premier réglage a été prévu pour 18 h 30. Iveton a jugé que la marge est insuffisante, au cas où des ouvriers s’attarderaient pour des raisons imprévisibles, et il a demandé que la bombe soit réglée pour exploser à 19 h 30.
Iveton est repéré par un contremaître de l'usine, Oriol, qui se méfie de lui et l'a vu entrer dans le local avec son sac de plage et en ressortir les mains vides. Oriol prévient son chef, Carrio, et ils pénètrent tous les deux dans le local désaffecté où ils entendent le bruit de la minuterie de la bombe. Iveton est arrêté à 16 h 20. La bombe est désamorcée par les militaires. Il n'y a ni dégâts, ni victimes.
Du 14 au 17 novembre 1956, Fernand Iveton est torturé au commissariat central d'Alger au moyen de décharges électriques sur le corps et du supplice de l'eau. Les policiers ayant trouvé sur lui un papier (écrit par Abderrahmane Taleb) donnant des indications sur l'heure d'explosion des deux bombes veulent lui faire avouer de toute urgence les noms de ses complices — dont il ignore l'identité —, afin de retrouver la deuxième bombe. Iveton donne les noms de deux autres membres de son groupe, qui, informés de son arrestation, ont en principe eu le temps de prendre la fuite.

### Procès et exécution

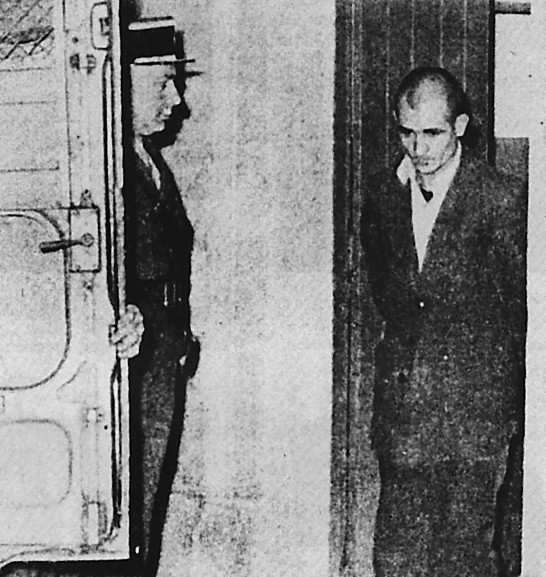
Fernand Iveton.

En application des pouvoirs spéciaux demandés par le président du Conseil, le socialiste Guy Mollet, et votés par l'Assemblée nationale en mars 1956, il est jugé par le tribunal militaire d'Alger. Défendu par deux avocats commis d'office, — le Parti communiste français ayant d'abord interdit qu'il le soit par l'avocat communiste Gaston Amblard —, il est condamné à mort pour « tentative de destruction d'édifice à l'aide d'explosifs », le 24 novembre 1956, à l'issue d'une journée d'audience. Le pourvoi d'Iveton devant le tribunal de cassation militaire est rejeté le 3 décembre 1956. Jacqueline Guerroudj est arrêtée le 4 janvier 1957. Elle tente en vain, par ses déclarations à la police, de sauver Iveton.
N'ayant pas tué, Iveton croit à sa grâce plaidée par l'avocat communiste Joë Nordmann qui s'est joint aux avocats commis d'office, Albert Smadja et Charles Laînné. Mais son recours est refusé le 10 février 1957 par le président de la République, René Coty,, après avis défavorable du garde des Sceaux de l’époque, François Mitterrand et du président du Conseil, Guy Mollet. Il est guillotiné le 11 février 1957, à 5 h 10, dans la cour de la prison de Barberousse, à Alger par le bourreau d'Alger, Maurice Meyssonnier. Son fils Fernand Meyssonnier participe à l'exécution, en tant que premier aide. Avec lui, deux militants nationalistes, Mohamed Ben Ziane Lakhnèche et Ali Ben Khiar Ouennouri, dits « Ali Chaflala » et « P’tit Maroc », sont également décapités,,.
Il est le seul Européen parmi les 198 prisonniers politiques guillotinés de la Guerre d'Algérie. Me Albert Smadja, son avocat commis d'office, témoin de l'exécution, rapporte qu'avant de mourir Fernand Iveton déclara : « La vie d’un homme, la mienne, compte peu. Ce qui compte, c’est l’Algérie, son avenir. Et l’Algérie sera libre demain. Je suis persuadé que l'amitié entre Français et Algériens se ressoudera. ». Le 13 février 1957, deux jours après l’exécution, Me Smadja est lui-même arrêté et interné sans jugement au camp de Lodi (aujourd'hui Drâa Esmar) avec 130 Européens, dont quatorze avocats ayant défendu des membres du FLN. Il y reste deux ans.
Jacqueline Guerroudj et son mari, Abdelkader Guerroudj (« Djilali »), sont condamnés à mort le 7 décembre 1957, mais ils sont graciés par le général de Gaulle, avec tous les condamnés à mort d’Algérie, en janvier 1959. Ils bénéficient ensuite de l'amnistie en 1962. Fernand Iveton est enterré auprès de sa mère au cimetière européen de Bologhine (anciennement Saint-Eugène) en Algérie. En mai 1998, sa veuve Hélène a emporté avec elle les lettres et les photos de Fernand dans sa tombe à Annet-sur-Marne auprès de son fils Jean-Claude que Fernand avait adopté.

## Hommages
Le soir de l’exécution à la prison de Barberousse des trois condamnés dont Fernand Iveton, le 11 février 1957, Annie Steiner, incarcérée à la même prison où elle est condamnée à cinq ans de réclusion, compose le poème Ce matin ils ont osé, ils ont osé vous assassiner. En mars 1958 Jean-Paul Sartre, sous le titre Nous sommes tous des assassins, dénonce l'exécution de Fernand Iveton dans sa revue Les Temps modernes. Emmanuel Roblès écrit en 1959 la pièce Plaidoyer pour un Rebelle qui sera créée en 1960. Le personnage de « Keller » est directement inspiré de Fernand Iveton.
Le personnage du communiste pied-noir dans le roman de Rachid Boudjedra paru en 1990, Le Désordre des choses (titre original en arabe : فوضى الأشياء) est une claire évocation de Fernand Iveton. La pièce de Richard Demarcy Les Mimosas d'Algérie retrace, à l'aide d'une fiction, la vie et la mort de Fernand Iveton. Écrite en 1991 elle est créée à Alger le 28 août 2002. L'histoire de Fernand Iveton est retracée dans le roman de Joseph Andras : De nos frères blessés, paru en 2016. Le roman raconte la vie du militant communiste depuis son arrestation jusqu'à son exécution. Un film de Hélier Cisterne, portant le même titre, est diffusé en mars 2022.
Une ruelle porte le nom de Fernand Iveton à El Madania (anciennement le Clos-Salembier) sur les hauteurs d'Alger où il est né et où il a vécu, ainsi qu'une rue dans le quartier d'El Derb à Oran. Dans un premier temps débaptisée en septembre 2016, cette rue d'Oran a retrouvé son nom quelques jours plus tard, à la suite d'une pétition en ligne.

## Filmographie
: document utilisé comme source pour la rédaction de cet article.
- Fernand Iveton, guillotiné pour l’exemple, documentaire de Daniel Edinger, série Aléas, France 3, le 20 avril 2004 (no 2549866001002 aux archives de l'Ina, inatheque.fr et à la BnF).

Cinéma
2021 : De nos frères blessés, joué par Vincent Lacoste. Film réalisé par Hélier Cisterne, sorti en salles en France le 23 mars 2022.
Théâtre
La compagnie Oh Z'arts etc ... a créé en 2022 un récit-concert adapté du roman de Joseph Andras "De nos frères blessés ". Baptisé "Libre Penseur" le spectacle, en 2024, avait été joué plus de 60 fois.